# Tesväri
Tesväri är en sjö i kommunen Lojo i landskapet Nyland i Finland. Sjön ligger 46,3 meter över havet. Arean är 31 hektar och strandlinjen är 4,57 kilometer lång. Sjön  ingår i Karisåns huvudavrinningsområde.   Den ligger omkring 71 km väster om Helsingfors. 